# Here's to Never Growing Up
Here's to Never Growing Up è un singolo di Avril Lavigne, il primo estratto dal suo quinto album omonimo, che venne pubblicato il 9 aprile 2013. Fu accompagnato da un video musicale, il quale venne pubblicato il 9 maggio 2013, un mese dopo l'uscita del singolo.

## Descrizione
Registrato nei primi giorni di febbraio agli Henson Recording Studios, il brano è scritto da Lavigne, David Hodges, Chad Kroeger, Jacob Kasher e da Martin Johnson e prodotta da quest'ultimo.

## Video musicale
Dopo l'uscita del singolo la cantante ha dato la possibilità ai suoi fan di partecipare al lyric video del singolo, mandandogli una foto che rappresenti il non crescere mai oppure un video in cui si canta il ritornello. Il 3 maggio ha dichiarato su Twitter che avrebbe pubblicato il video ufficiale il 9 dello stesso mese. Il video è ambientato in un liceo dove si sta svolgendo un party. Tutti gli invitati si stanno annoiando fino a quando Avril seduta su un banco inizia a cantare le prime strofe del brano con un megafono, poi dopo si alterna una scena in cui Avril si esibisce con la sua band e gli altri ragazzi iniziano a divertirsi, a farsi le foto e a ballare. Dopo tutti gli invitati iniziano ad invadere la scuola per distruggerla, si tuffano vestiti in una piscina all'aperto e iniziano a sparare fuochi d'artificio. Al secondo ritornello compare Avril, vestita e truccata come in Complicated, mentre percorre i corridoi della scuola con lo skate cantando il ritornello. Al ritornello finale si alternano le scene di Avril che canta seduta sullo skate mentre gli altri ragazzi intorno continuano a ballare nei corridoi, di lei che si esibisce sul palco e dei ragazzi che continuano a distruggere la scuola. Il video si conclude con Avril che, pronunciate le ultime parole dell'ultima strofa, abbassa il megafono.
Il video raggiunge il Vevo Certified su YouTube per le 100 milioni di visualizzazioni l'8 aprile 2015.

## Promozione
La cantante ha annunciato il nome del singolo tramite il suo profilo Twitter l'8 febbraio. Il 21 marzo 2013 Avril ha annunciato la pubblicazione del brano prevista per il 9 aprile 2013 ed è stato pubblicato in anteprima uno snippet di 12 secondi; mentre il 6 aprile invece viene pubblicato uno snippet di 20 secondi (con testo) sul canale ufficiale della casa discografica di Avril Lavigne, la Epic Records. Il singolo ha debuttato il 9 aprile sulla radio di Ryan Seacrest ed è stato reso disponibile al download su iTunes dallo stesso giorno. Il 9 maggio è stato pubblicato, sul canale VEVO della cantante, il videoclip ufficiale del brano. La cantante ha eseguito molti live in diversi programmi televisivi.

## Accoglienza
La canzone ha ricevuto per la maggior parte recensioni positive ed è stata paragonata a We R Who We R di Ke$ha, alla canzone di Rihanna Cheers (Drink to That), e al primo singolo di Avril Lavigne, Complicated.
Il sito PopJustice ha apprezzato la canzone, dicendo "Chi avrebbe mai immaginato che Avril avrebbe fatto una delle canzoni più incredibili del 2013?". Anche l'Huffington Post ha gradito il singolo, dicendo che potrebbe diventare una prima hit estiva. Insieme alle recensioni positive, il singolo ha avuto un buon successo commerciale, arrivando su iTunes al primo posto in 22 paesi ed entrando nella top ten di più di 35 paesi.

## Classifiche
| Classifica (2013) | Posizione massima |
| ----------------- | ----------------- |
| Australia         | 15                |
| Austria           | 49                |
| Belgio (Fiandre)  | 10                |
| Belgio (Vallonia) | 3                 |
| Canada            | 17                |
| Corea del Sud     | 2                 |
| Francia           | 63                |
| Germania          | 59                |
| Giappone          | 1                 |
| Irlanda           | 7                 |
| Italia            | 19                |
| Nuova Zelanda     | 24                |
| Paesi Bassi       | 85                |
| Repubblica Ceca   | 50                |
| Russia            | 3                 |
| Spagna            | 29                |
| Stati Uniti       | 20                |
| Stati Uniti (pop) | 19                |